# Клееман, Карл (музыкант)
Карл Клееман (нем. Carl Kleemann; 9 сентября 1842, Рудольштадт — 18 февраля 1923, Гера, Тюрингия) — немецкий дирижёр и композитор.
Родился в семье музыканта, получил от отца первые уроки фортепиано, скрипки, флейты и валторны, затем продолжил занятия клавиром под руководством певца Вильгельма Шюлера, принадлежавшего к окружению Роберта Шумана. Тем не менее, в качестве основной профессии поначалу избрал книготорговлю, работал в Эрфурте и Ульме. Дебютировал на музыкальной сцене как ударник любительского оркестра. В 1862 году был принят исполнителем на ударных инструментах в оркестр под управлением Франца Гизенкирхена (1839—1885) в Дортмунде, одновременно учился играть на виолончели, сочинял музыку для своего оркестра. В 1866 году вернулся в Рудольштадт, изучал композицию и теорию музыки у Фридриха Мюллера и Германа Хессельбарта и камерный ансамбль у Бернхарда Листемана.
Возглавлял смешанный хор и любительский оркестр в Реклингхаузене. В 1878 году в связи с болезнью жены отправился на юг, в Ницце сблизился с Карлом Мюллером-Бергхаусом, под влиянием которого заинтересовался новейшей музыкой. В летние месяцы возвращался в Германию, участвовал в музыкальных фестивалях в Кёльне и Дюссельдорфе, продолжал выступать со своим реклингхаузенским оркестром. В 1881 году был приглашён в придворную капеллу в Дессау, где работал как хормейстер, оперный и театральный дирижёр. В 1888 году благодаря посредничеству Карла Гилле занял должность придворного капельмейстера в Гере, много исполнял современную музыку (Гектор Берлиоз, Ференц Лист, Антон Брукнер, Рихард Штраус).
Клееману принадлежат одноактная опера «Ученик из Мильденфуртского монастыря» (нем. Der Klosterschüler von Mildenfurt; 1898), три симфонии, симфоническая поэма «Волны моря и любви» (нем. Des Meeres und der Liebe Wellen) по мотивам одноимённой драмы Франца Грильпарцера, музыка к его же драме «Сон есть жизнь» (1917), струнный квартет, многочисленные хоровые, вокальные, фортепианные сочинения.